# Федеральная полиция Бельгии
Федеральная Полиция Бельгии (голл. Federale Politie, франц. Police Fédérale, нем. Föderale Polizei) — орган исполнительной власти Бельгии, её национальная полиция.

## Состав

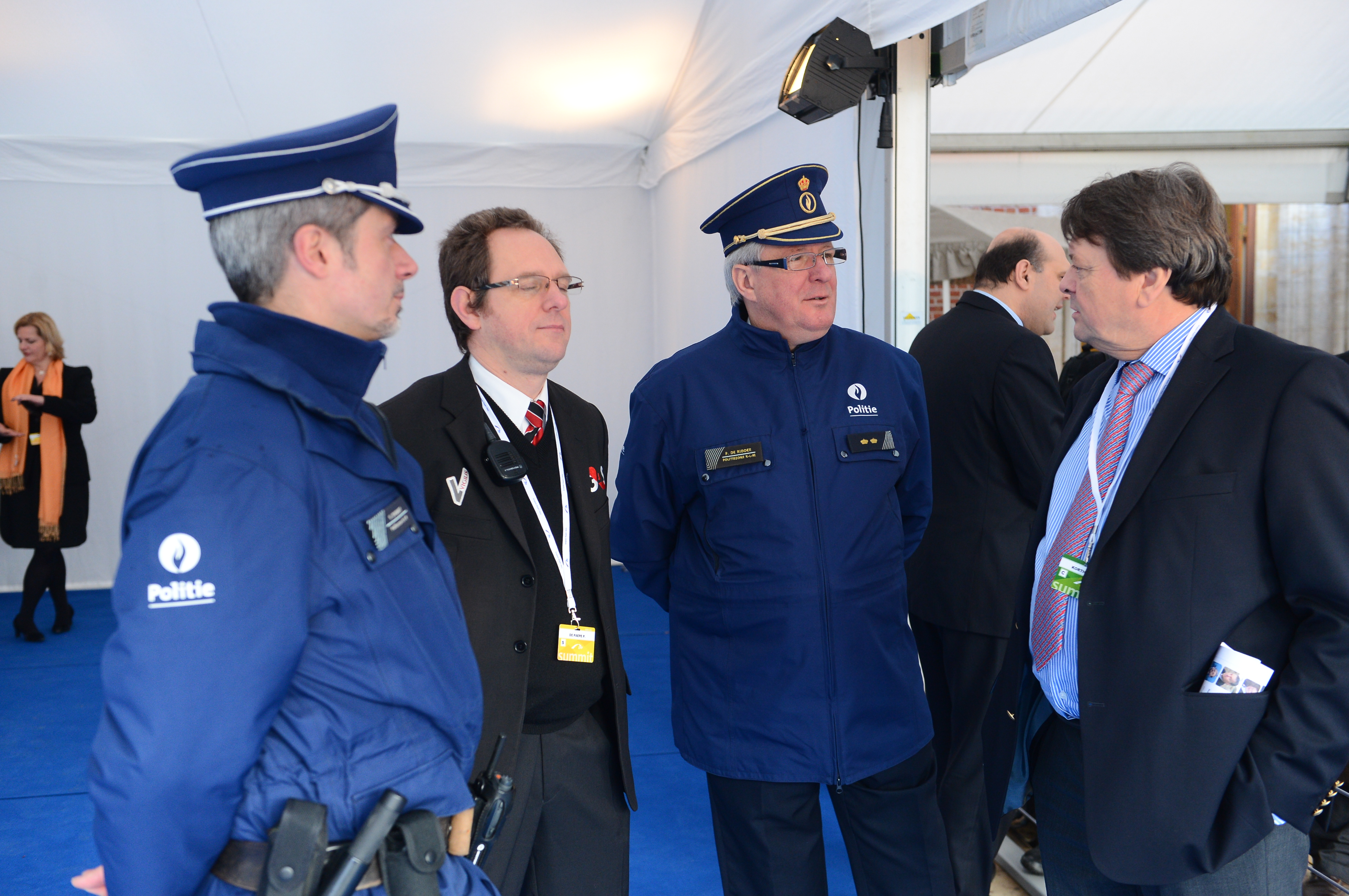
Бельгийские полицейские, 2013 год.

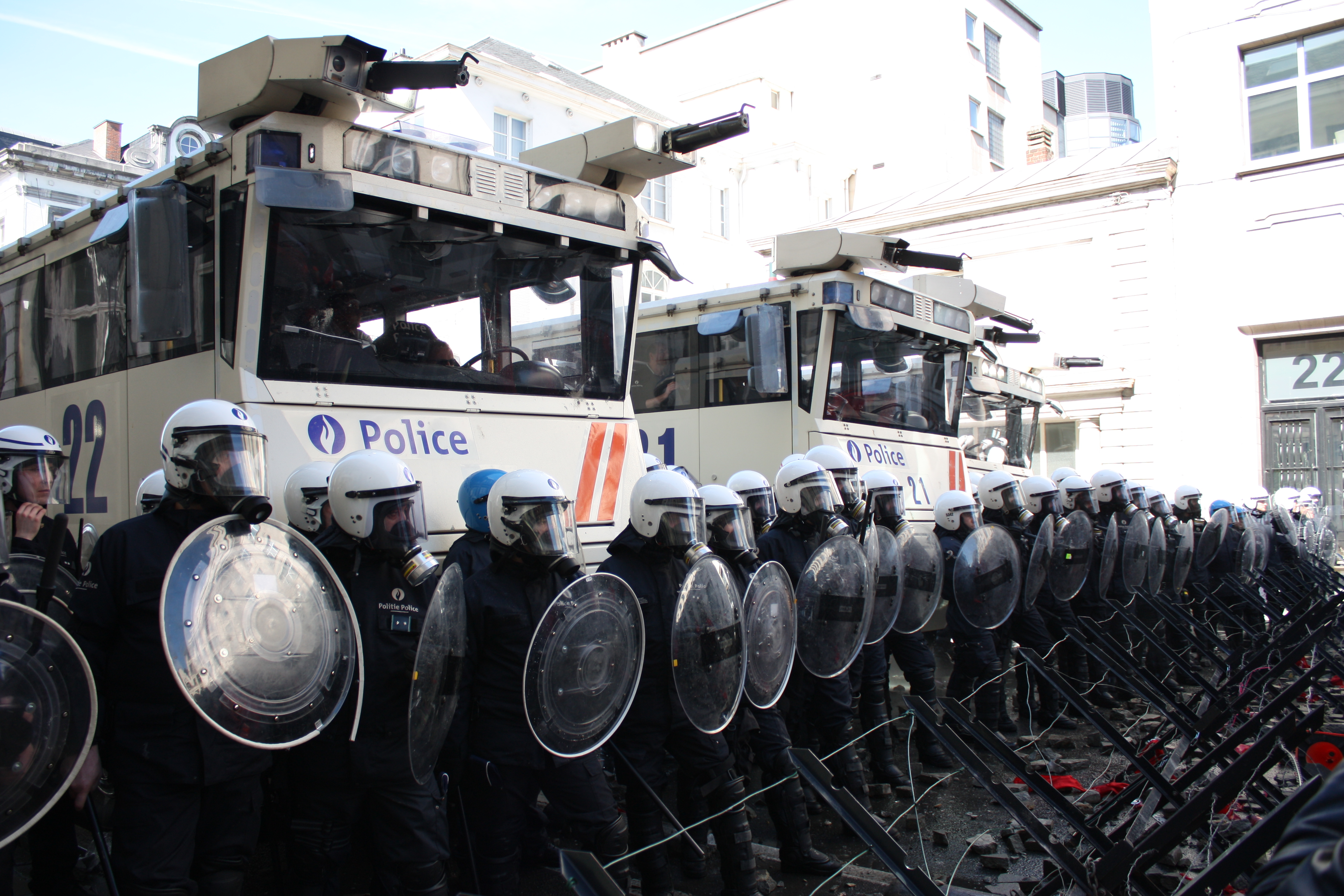
Бельгийкая полиция на манифестации

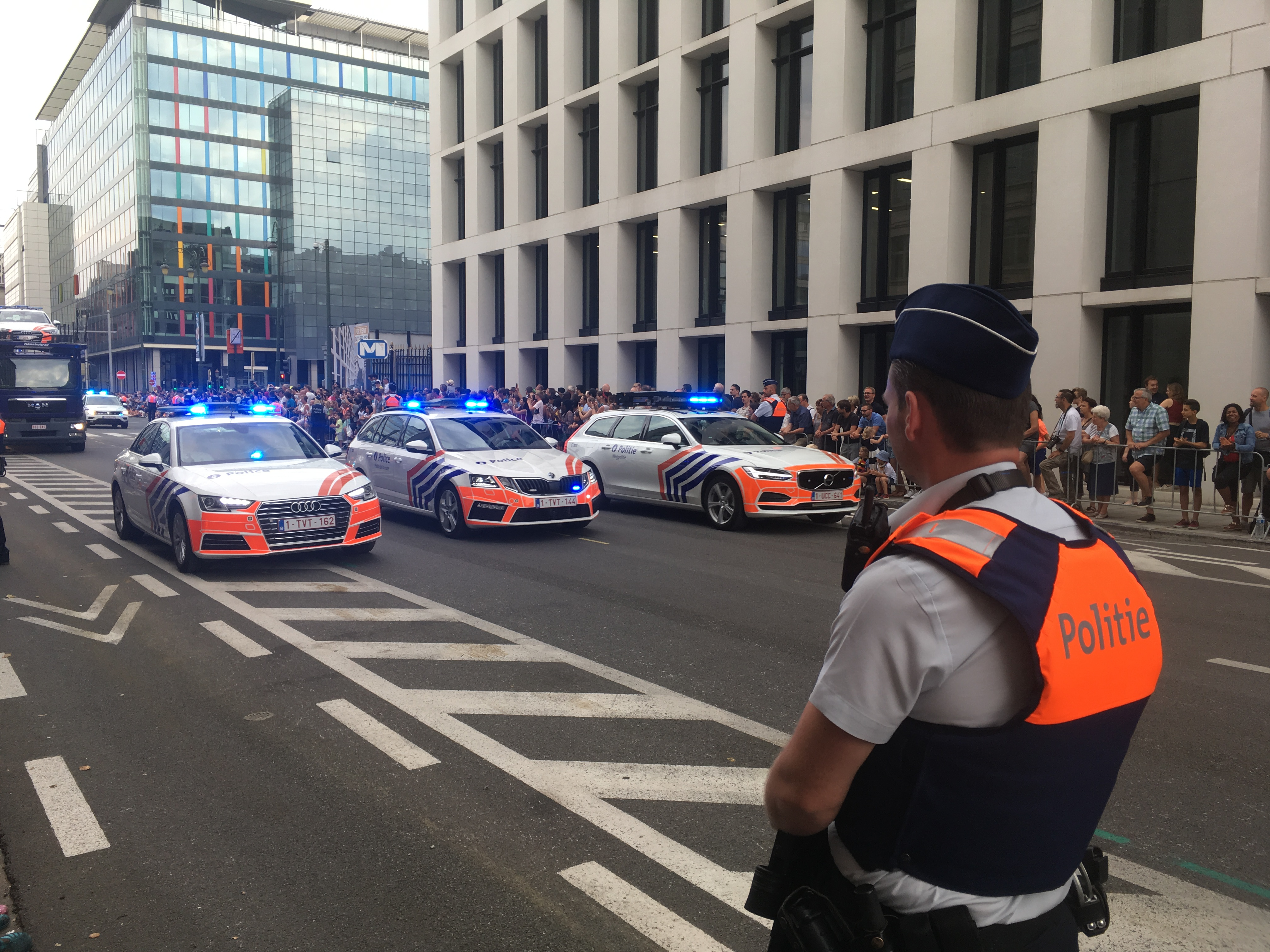
Дорожная полиция Бельгии

В состав Федеральной Полиции Бельгии входят: Главное управление административной полиции (DGA), Главное управление судебной полиции (DGJ) и Главное управление ресурсов и информации (DGR). Каждую генеральное управление возглавляет генеральный директор, который имеет ранг главного комиссара.

## Ранги
| Звание                          | Классификация | Знаки различия        |
| ------------------------------- | --- | --------------------- |
| Уровень офицера (офицеры)       | главный комиссар (hoofdcommissaris — комиссар дивизии — Chefsteward)                                                                                                | Пояснительная подпись |
|                                 | комиссар | Пояснительная подпись |
|                                 | кандидат в комиссар | Пояснительная подпись |
| Средний уровень (унтер-офицеры) | главный инспектор (hoofdinspecteur - главный инспектор — chefinspektor) приравнивается к сержанту                                                                   | Пояснительная подпись |
|                                 | кандидат в главный инспектор | Пояснительная подпись |
| Базовый уровень (офицеры)       | инспектор (инспектор - инспектор - инспектор) базовый ранг; полные полномочия; приравнивается к констеблю или офицеру                                               | Пояснительная подпись |
|                                 | соискатель-инспектор | Пояснительная подпись |
| Вспомогательный уровень         | (вспомогательный) офицер (агент - агент - агент) ограниченные полномочия; не следует путать с констеблем или офицером; ранее известный как "вспомогательный офицер" | Пояснительная подпись |
|                                 | соискатель (вспомогательный) офицер | Пояснительная подпись |